# Æresordenen (Grækenland)
Æresordenen (græsk: Τάγμα της Τιμής) er en græsk orden. Den blev indstiftet ved lov af 18. august 1975. Ordenen kan tildeles både grækere og udlændinge. Æresordenen blev oprettet som erstatning for den kongelige Georg 1.s Orden, som blev afskaffet da Grækenland i 1975 gik over til republikansk statsform. Republikkens præsident er ordenens stormester. Æresordenen rangerer efter Frelserens Orden, men foran Føniksordenen og Velgørenhedens orden i det nuværende græske ordensvæsen.

## Inddeling
Æresordenen er inddelt i fem klasser:
- Storkors ('Μεγαλόσταυρος')
- Storofficer ('Ανώτερος Ταξιάρχης')
- Kommandør ('Ταξιάρχης')
- Guldkors ('Χρυσός Σταυρός')
- Sølvkors ('Αργυρός Σταυρός')

## Insignier
Insignierne for Æresordenen fandt sin endelige form i 1984. Ordenstegnet består siden da af et blåemaljeret kors med arme som smaller ind mod korsmidten. Midtmedaljonen bærer et portræt ad gudinden Athene i profil, i guldrelief på blå baggrund. Medaljonen er omgivet af et bord i hvid emalje hvor indskriften "Ο ΑΓΑΘΟΣ ΜΟΝΟΣ ΤΙΜΗΤΕΟΣ" (kun den retfærdige skal æres) er placeret. Bagsiden bærer Grækenlands nationalvåben omgivet af indskriften "ΕΛΛΗΝΙΚΗ ΔΗΜΟΚΡΑΤΙΑ 1975" (Græske republik 1975). Ordensstjernen har otte grupper af takker og bærer hele ordenskorset. Ordensbåndet er mørkeblåt med mørkegule kantstriber. 

## Tildeling
Æresordenen tildeles græske statsborgere som har udmærket sig med fortjenester af fædrelandet. Indsats i alle sektorer, offentlig tjeneste, handel, skibsfart, industri, videnskab, kunst og litteratur kan hædres ved tildeling af ordenen. Republikkens premierminister udnævnes altid til storkors af Æresordenen. Ordenen benyttes også til belønning af indsats i forsvaret, kystvagten, politiet og brandvæsenet. Ordenen tildeles da efter modtagerens rang. Æresordenen kan også tildeles udlændinge som har bidraget til at hæve Grækenlands stilling udenlands. 